# Partij voor Nederland
Partij voor Nederland (PvN) was een Nederlandse politieke partij, opgericht door de voormalige LPF-politicus Hilbrand Nawijn. Op 21 augustus 2006 maakte Nawijn bekend dat hij met deze partij wil deelnemen aan de Tweede Kamerverkiezingen 2006. Hij zou daarin medewerking krijgen van Kamerlid Gerard van As (eveneens ex-LPF). De twee hoopten met hun initiatief lokale partijen te bundelen om landelijk een vuist te kunnen maken, maar op 11 september 2006 scheidde van As zich weer af van Groep Nawijn, vanwege de in zijn ogen te rechtse koers van de PvN. Van As trok zich in november terug uit de actieve politiek. De PvN behaalde slechts 5.010 stemmen (0,05 %), niet genoeg voor een Kamerzetel.

## Doelstelling
De PvN heeft als doel de burgers van Nederland intensief te betrekken bij en te laten participeren in allerhande vormen van openbaar bestuur en maatschappelijke organisaties.
De PvN wil als federatieve politieke partij de lokale ongebonden partijen in de mate van het mogelijke verenigen, om zodoende de krachten te bundelen op provinciaal en nationaal niveau. Hiertoe wordt samengewerkt met de partij ONS Nederland.

## Inspiratoren
De PvN inspireert zich op vijf personen, bij de uitbouw van haar programma en de formulering van haar beleidsvoorstellen:
- Willem van Oranje (vrijheid van godsdienst).
- Desiderius Erasmus (vrijheid van meningsuiting)
- Johan Rudolph Thorbecke (grondwet en wetgeving)
- Willem Drees (wederopbouw van Nederland)
- Pim Fortuyn

## Aangesloten partijen en organisaties
- Lijst Hilbrand Nawijn (Zoetermeer)
- ONS Nederland
- Civilistische Liga
- Nederland Mobiel
- Politieke Vereniging FVP